# Präsidentschaftswahl in Polen 1989
Bei der Präsidentschaftswahl in Polen 1989 handelt es sich um die Wahl des polnischen Staatsoberhauptes, die zum letzten Mal durch ein Gremium, die polnische Nationalversammlung erfolgte. Am 19. Juli 1989 wählte sie in Warschau den bisherigen Staatsratsvorsitzenden und Vorsitzenden der Polnischen Vereinigten Arbeiterpartei (PVAP), General Wojciech Jaruzelski, für eine fünfjährige Amtszeit zum Präsidenten der Volksrepublik Polen.

## Hintergrund
Nach der sogenannten „Vereinbarungswahl“ des polnischen Parlaments vom 4. und 18. Juni 1989, die in Bezug auf den wiedergebildeten Senat frei, jedoch für den Sejm nur für eine beschränkte Anzahl der Abgeordnetenmandate frei und ansonsten für die PVAP sowie Blockparteien reserviert war, verfügte trotz des überwältigenden Erfolges der oppositionellen „Solidarność“ die Regierung über die Mehrheit in der Nationalversammlung, die aus Senat und Sejm gebildet wird. Diese Mehrheit sollte ausreichend sein, um das gemäß der Vereinbarung mit der Opposition neu bzw. wiedergeschaffene Präsidentenamt mit dem Kandidaten der PVAP zu besetzen.

## Die Wahl

### Der Kandidat

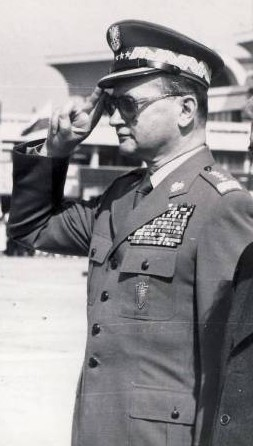
Wojciech Jaruzelski (um 1980)

Der seit 1985 amtierende Staatsratsvorsitzende, Wojciech Jaruzelski, war gleichzeitig Erster Sekretär der PVAP und Oberbefehlshaber des Heeres im Rang eines „Generals der Armee“. Davor war er Ministerpräsident (1981–1985) und noch früher mehrere Jahre Verteidigungsminister (1968–1981) gewesen. Seine langjährige Militärkarriere begann er als Frontsoldat im Zweiten Weltkrieg. Jaruzelski, der als einziger Kandidat aufgestellt wurde, verzichtete zunächst Anfang Juli 1989 auf eine Kandidatur und schlug Czesław Kiszczak vor. Nach mehreren Verhandlungsgesprächen mit der Opposition entschied er sich am Vortag der Wahl, doch an dieser teilzunehmen. Formal wurde er durch den Abgeordneten Marian Orzechowski (PVAP) vorgeschlagen.
Die Opposition stellte keinen eigenen Kandidaten auf. Gleichzeitig wurde durch Verabredungen mit kleineren Blockparteien, der ZSL und dem SD versucht, die Kandidatur Jaruzelskis zum Scheitern zu bringen. Letztendlich ging man auf eine Kompromisslösung mit dem von Adam Michnik formulierten Leitspruch „euer Staatspräsident – unser Ministerpräsident“ ein. Sie sah eine Art Cohabitation des Präsidenten Jaruzelski mit Tadeusz Mazowiecki als Ministerpräsidenten aus den Reihen der „Solidarność“ vor.

### Die Abstimmung
Die nach ihrer Abschaffung 1935 wiedereingeführte Nationalversammlung traf unter dem Vorsitz des Sejmmarschalls Mikołaj Kozakiewicz zusammen. Da nur ein Kandidat zur Wahl stand, wurde mit dafür oder dagegen abgestimmt. Die Wahl wurde im staatlichen Fernsehen live übertragen.
| Wahlgang | Kandidat                  | Stimmenzahl | %       | Unterstützende Parteien                                                            |
| --- | ------------------------- | ----------- | ------- | ---------------------------------------------------------------------------------- |
| 1. Wahlgang | Für Wojciech Jaruzelski   | 270         | 50,28 % | Polnische Vereinigte Arbeiterpartei, Vereinigte Bauernpartei, Demokratische Partei |
| 1. Wahlgang | Gegen Wojciech Jaruzelski | 233         | 43,39 % | „Solidarność“                                                                      |
| 1. Wahlgang | Enthaltungsstimmen        | 34          | 6,33 %  |                                                                                    |
| Somit wurde Wojciech Jaruzelski mit der notwendigen Mehrheit im ersten Wahlgang zum Präsidenten der VR Polen gewählt. |                           |             |         |                                                                                    |

## Nach der Wahl
Anschließend legte Jaruzelski gegenüber der Nationalversammlung ein Amtsgelöbnis ab und wandte sich mit einer Ansprache an diese. Die äußerst knappe Mehrheit, mit der Jaruzelski die Wahl gewann, sorgte für Aufregung. Eine Woche später trat Jaruzelski aus der PVAP aus, die sich im Zuge des Systemwechsels am 30. Januar 1990 selbst auflöste.
Die Amtsbezeichnung Jaruzelskis änderte sich durch eine Verfassungsänderung zum 30. Dezember 1989 auf „Präsident der Republik Polen“, ohne dass dafür weitere Wahlvorgänge notwendig wurden. Eine weitere Verfassungsänderung verkürzte jedoch seine Amtszeit bis Dezember 1990, damit eine vorgezogene Präsidentschaftswahl stattfinden konnte, in der schließlich Lech Wałęsa per freier und geheimer Volkswahl zum neuen Präsidenten gewählt wurde.